# Fuente Grande (Ocaña)
La Fuente Grande es un monumento de la localidad española de Ocaña, en la provincia de Toledo. Se trata de un ejemplar de la arquitectura renacentista, más exactamente de estilo herreriano. Cuenta con el estatus de Bien de Interés Cultural. En la época que se construyó, fue conocida como Fuente Nueva, para distinguirla de la otra fuente que ya existía.

## Historia

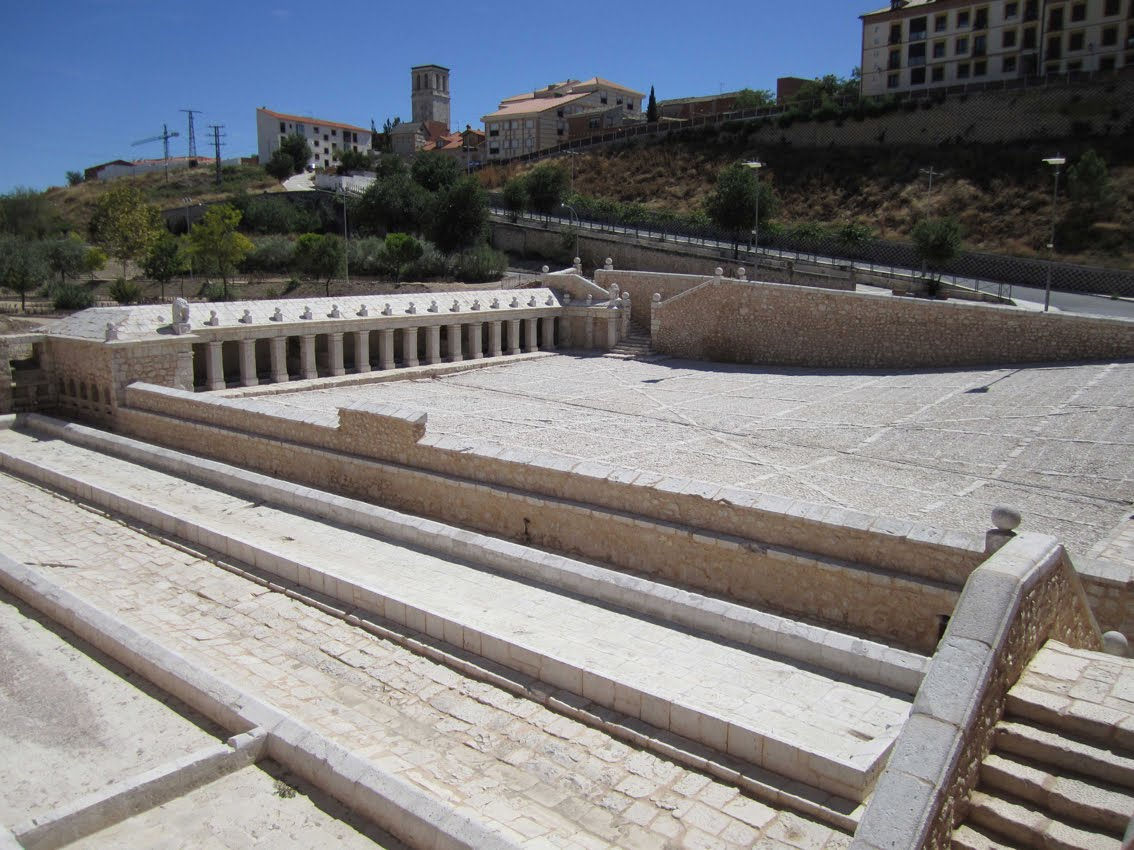
Vista general de la Fuente Grande

Esta obra de beneficio público se comenzó el año 1573 y se finalizó el año 1578. Su proyecto se atribuye a Juan de Herrera y aunque no se halle documento que lo pruebe, todo hace creer que es un diseño del afamado arquitecto de Felipe II. Si analizamos la edificación lograremos ver que muchos de los componentes son análogos a los empleados, tanto en el monasterio de El Escorial como en el Palacio Real de Aranjuez, más aún si conocemos que por aquellos momentos dicho arquitecto se ocupaba en la edificación de este último. Sus artífices fueron dos ocañenses: Blas Hernández y Francisco Sánchez, empleándose en la construcción canteros de esta localidad, al igual que del tallado y cincelado de las piedras incluidos los escudos nobiliarios de la villa que fueron elaborados por Alonso de la Carrera.
En 1784 y 1829 padeció la fuente dos considerables inundaciones que le provocaron muchos desperfectos, subsanados con bienes del Municipio y pidiéndose para ello dinero al censo mediante impuestos. El 18 de octubre de 1870 el regidor del Ayuntamiento y ayudante de ingeniero, Martín Caballero y Cabello, entregó un proyecto que fue admitido y realizado, para proveer a esta fuente de diez caños y cerrar los dos primitivos, cuya obra concluyó el 18 de diciembre del mismo año, ascendiendo su coste a 15.300 reales.
El 24 de agosto de 1976 fue declarada monumento histórico-artístico de carácter nacional, mediante un real decreto publicado el 23 de septiembre de ese mismo año en el Boletín Oficial del Estado. En la actualidad tiene la consideración de Bien de Interés Cultural.

## Características
De configuración rectangular, se halla distribuida en dos zonas: la fuente propiamente dicha y los lavaderos. Puede ser denominada como "El Monumento al Agua".

### Fuente

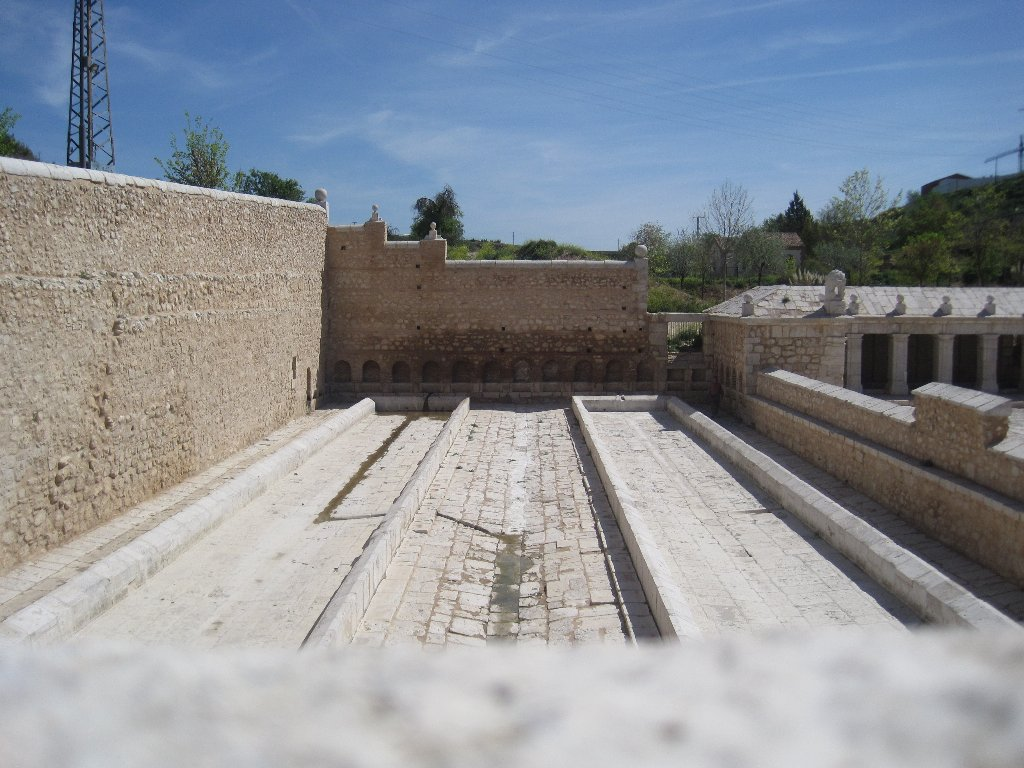
Lavaderos de la Fuente Grande

Su frente principal (62 x 55 metros) lo constituye una amplia galería de piedra cubierta, austera y refinada ornamentada por veinte pilastras de orden toscano de sillería, que conforman otros tantos arcos adintelados. En los límites de la fachada logramos ver sendos escudos nobiliarios de la Villa también en piedra. Antiguamente el agua brotaba por sus diez caños que rebosan a un pilón de sillería separado en compartimentos que se explotaron como abrevaderos.
Las paredes interiores son de ladrillo como los arcos y bóvedas que techan la galería y por la que manan en dos tarjeas las aguas que proceden de ambos lados del valle. Se da entrada a dicha fuente por una rampa al oeste y a través de una amplia escalera de sillería de dos tiros al sur. A pocos metros de la fuente y bajo el interior de la tierra, emerge una mina de agua que es canalizada a lo largo de un túnel de ladrillo de más de 274 metros de largo por 2 metros de alto y 1,22 metros de ancho. Los mecanismos para subir el agua a la población fueron instalados en 1888, componiéndose de diez motores con una potencia total de 175 caballos. El agua que mana de esta mina tiene una dureza de 47°.

### Lavaderos
Los lavaderos están separados de la fuente por una robusta muralla, teniendo su acceso por una escalera de sillería de dos tiros. Este patio enlosado de configuración rectangular tiene dos amplios pilones de sillería semejantes y paralelos, ejerciendo en su época de lavaderos públicos y pudiendo hacer uso del mismo unas trescientas mujeres. En 1576 la fuente contaba sólo con dos caños, pero tan rebosantes y cuantiosos que podían suministrar a más de 3000 vecinos —que era el censo de aquel tiempo—, así como a más de 200 molinos de aceite existentes en la villa. 